# Barwice
Ej att förväxla med Mieszkowice, vars namn är Bärwalde in der Neumark på tyska.
Barwice, tyska Bärwalde in Pommern, är en småstad i norra Polen, belägen i Powiat szczecinecki i östra delen av Västpommerns vojvodskap. Tätorten har 3 851 invånare (2013) och är centralort i en stads- och landskommun med totalt 8 858 invånare.

## Geografi
Barwice ligger i östra delen av Västpommerns vojvodskap, i det historiska landskapet Hinterpommern. Staden ligger i en utsträckt dal omgiven av ängar.

## Kommunikationer
Staden sammanbinds via den nord-sydliga regionala vägen 171 (Droga wojewódzka 171) med Czaplinek söderut och Bobolice norrut, samt via den öst-västliga väg 172 med grannorterna Szczecinek österut och Połczyn-Zdrój västerut. Järnvägssträckan genom staden är sedan 1999 nedlagd.

## Vänorter
- Malente, Schleswig-Holstein, Tyskland.